# Asura crustata
Asura crustata är en fjärilsart som beskrevs av Talbot. Asura crustata ingår i släktet Asura och familjen björnspinnare. Inga underarter finns listade i Catalogue of Life.